# Parc Gucun
Le parc Gucun (chinois simplifié : 顾村公园 ; chinois traditionnel : 顧村公園 ; pinyin : Gù cūn gōngyuán) est un parc public situé dans le district de Baoshan, à Shanghai. Sa superficie totale dépasse les 4,3 km2. Il a été ouvert en 2009.   

## Attractions
- Gucun Park Dinosaur World, un parc ludo-éducatif présentant des reproductions grandeur nature de dinosaures[2]
- Un terrain de paintball[3]

## Adresse
- 4788 Hutai Lu, à côté de Huandao Lu (顾村公园 沪太路4788号, 近环岛路)
- Station de métro Gucun Parc, ligne 7